# Lijst van rijksmonumenten in Loon op Zand (plaats)
De plaats Loon op Zand telt 9 inschrijvingen in het rijksmonumentenregister. Hieronder een overzicht.
| Object                                           | Oorspronkelijke functie?  | Bouwjaar | Architect | Locatie               | Coördinaten?                 | Nr.?   | Afbeelding              |
| ------------------------------------------------ | ------------------------- | -------- | --------- | --------------------- | ---------------------------- | ------ | ----------------------- |
| Sint-Jans Onthoofdingkerk met Oude kerkhof (RK)  | Kerk en kerkonderdeel     | 1394     |           | Oranjeplein 1         | 51° 37' 37" NB, 5° 4' 22" OL | 26169  | Meer afbeeldingen       |
| Kasteel Loon op Zand                             | Kasteel, buitenplaats     | 1777     |           | Kasteellaan 17        | 51° 37' 28" NB, 5° 4' 28" OL | 515255 | Meer afbeeldingen       |
| Kasteel Loon op Zand: parkaanleg                 | Tuin, park en plantsoen   |          |           | Kasteellaan bij 17    | 51° 37' 28" NB, 5° 4' 27" OL | 515256 | Meer afbeeldingen       |
| Kasteel Loon op Zand: bouwhuizen en grachtmuur   | Bijgebouwen kastelen enz. |          |           | Kasteellaan bij 17    | 51° 37' 28" NB, 5° 4' 28" OL | 515257 | Meer afbeeldingen       |
| Kasteel Loon op Zand: brug                       | Tuin, park en plantsoen   | 19e eeuw |           | Kasteellaan bij 17    | 51° 37' 28" NB, 5° 4' 28" OL | 515258 | Meer afbeeldingen       |
| Kasteel Loon op Zand: tuinmuur met hek           | Tuin, park en plantsoen   | 18e eeuw |           | Kasteellaan bij 17    | 51° 37' 28" NB, 5° 4' 28" OL | 515259 | Meer afbeeldingen       |
| Kasteel Loon op Zand: tuinhuisje en grachthuisje | Bijgebouwen kastelen enz. | 19e eeuw |           | Kasteellaan bij 17    | 51° 37' 29" NB, 5° 4' 29" OL | 515260 | Meer afbeeldingen       |
| Pastorie met aangebouwd koetshuis                | Kerkelijke dienstwoning   | 1898     |           | Oranjeplein 1         | 51° 37' 37" NB, 5° 4' 20" OL | 524408 | Meer afbeeldingen       |
| Gemeentelijk slachthuis                          | Industrie                 | 1928     |           | Jan de Rooijstraat 38 | 51° 39' 60" NB, 5° 1' 48" OL | 524409 | Gemeentelijk slachthuis |